# Бжеська-Воля
Бжеська-Воля (пол. Brzeska Wola) — село в Польщі, у гміні Білобжеґі Білобжезького повіту Мазовецького воєводства.
Населення — 206 осіб (2011).

## Демографія
Демографічна структура станом на 31 березня 2011 року:
|          | Загалом | Допрацездатний вік | Працездатний вік | Постпрацездатний вік |
| -------- | ------- | ------------------ | ---------------- | -------------------- |
| Чоловіки | 98      | 31                 | 58               | 9                    |
| Жінки    | 108     | 27                 | 58               | 23                   |
| Разом    | 206     | 58                 | 116              | 32                   |